# Niels Marthinsen
Niels Marthinsen (født 10. august 1963) er en dansk komponist i den klassiske tradition. Han studerede komposition ved Det Jyske Musikkonservatorium i Århus fra 1982-1990. I solistklassen var han elev af Per Nørgård, men han er også blevet undervist af Hans Abrahamsen, Steen Pade, Karl Aage Rasmussen og Poul Ruders. Allerede fra 1988 begyndte han selv at undervise på landets konservatorier i bl.a. komposition, instrumentation, teori og musikhistorie.
Udover at komponere og undervise, har Niels Marthinsen også deltaget i musiklivets organisationer, debatteret, forfattet og administreret. Han har deltaget i tilrettelæggelsen af en række festivaler og biennaler, administreret musikensembler og været medlem af Statens Musikråd og Statens Kunstfond.
- Formand for festivalen for Ung Nordisk Musik (UNM)
- Formand for Aarhus Unge Tonekunstnere (AUT)
- Underviser ved diverse konservatorier 1988-2001.
- Dansk Komponist Forenings bestyrelse 1993-1995 og igen fra 1998.
- Kunstnerisk leder for Århus Sinfonietta 1993-2000.
- Statens Musikråd 1999-2003
- Huskomponist for Århus Symfoniorkester 2004-2005
- Medlem af Statens Kunstfond 2005-2007
- Bestyrelsesformand for pladeselskabet Dacapo fra 2008

## Musikken
Niels Marthinsen ønsker at skrive musik, der ikke udelukker nogen på forhånd. Den skal henvende sig til både hjerte og hjerne. Hans officielle komponistdebut i 1993 vakte opsigt. "Blodtransfusion til dansk musikliv" hed en af avisoverskrifterne. Succesen førte et hav af bestillingsopgaver med sig, og siden har han udelukkende skrevet bestillingsopgaver. Så konstant har hans musik været værdsat. Hans værker har ofte en umiddelbar, fysisk appel, og han ved, hvordan man slår en klo i lytteren og holder fast. 
Han betragtes som en af de teknisk set bedst funderede komponister i Danmark og viger ikke tilbage for nogen teknisk udfordring. Det tekniske overskud går hånd i hånd med en udpræget rummelighed. ”Der er ikke noget, man ikke må i min musik”, siger han. Han bryder ofte tabuer. Det kan være klanglige og udtryksmæssige tabuer, men også mere overordnede tabuer, som f.eks. at blande humor med alvor og at have en stærk ambition om at få øjeblikkelig kontakt til publikum. Han vil skrive populær musik, der fanger mange folk. ”Klassisk musik”, der ikke ville har noget imod at tale direkte til folk. Musikken må gerne være populær, men ikke populistisk. ”Populisme for mig betyder, at man sætter sig ned og laver noget lort, så man kan tjene nogle penge”. -- ”Jeg mener, at komponister bør træde frem i offentligheden med musik og holdninger, der kommer mange mennesker ved, og opdatere "klassisk musik" til en nutidig kunstart, der ikke er til at komme udenom. Eksperimentering og indadvendt fordybelse er naturligvis helt uundværlig, for det er dér, nye ideer opstår og modnes. Men i dag skal der mere til, og det er lige noget for mig. Jeg gider ikke forsvare mig mod min egen tid – jeg vil hellere være med til at generobre publikum.”
Denne linje har han nu forfulgt i mange værker gennem mere en 20 år, og de er generelt blevet vel modtaget. Operaer, symfonier, solokoncerter og musik for forskellige halvstore orkesterbesætninger er det blevet til. Musik, der appellerer til både koncertarrangørerne og tilsyneladende også publikum.

## Værkliste (ikke komplet)
- 1986 Erscheinungen (orkester)
- 1988 Airborne (fløjte, klaver violin og cello)
- 1988 Echoes of a Dove (sang og strygekvartet)
- 1988 Sept Poèsies des saisons japonaises (sang og instrumenter)
- 1989 Olé (fløjte. cello og slagtøj)
- 1990 Vulcan's Forge (slagtøj)
- 1990 Burst (sxofon og slagtøj)
- 1992 Rhapsodie Espagnole (akkordeon)
- 1992 Cradle Song (sang og klaver)
- 1992 Concerto (basun og orgel)
- 1992 Wildlife (horn, + strygekvartet)
- 1992 Minotaurus (5 instrumenter)
- 1992 Shadow Figures (kammerensemble)
- 1993 Den Forstenende Skov (blæsere)
- 1993 Abgesang (2 fløjter)
- 1993 Chimes at Midnight (kammerensemble)
- 1993 Heldenleben (fløjte og slagtøj)
- 1993 Panorama (orkester)
- 1994 Columbus (saxofonkvartet)
- 1994 Bolero (slagtøj)
- 1994 Cupid and Death (kammerensemble)
- 1994 Reveille (orkester)
- 1994 Slagtøjskoncert (slagtøj og orkester)
- 1994 Tubakoncert (tuba og orkester)
- 1995 Devil in Disguise (cello og klaver)
- 1995 Strygekvartet
- 1995 En Miniature (kammerensemble)
- 1996 Symphony (orkester)
- 1996 Lyriske stykker (3 fløjter)
- 1996 Angels and Insects (orkester)
- 1996 Heroisk Etude (orgel)
- 1996 A Bright Kind of High (kammerensemble)
- 1997 Love and Treachery
- 1997 Klavertrio
- 1997 Kærlighed og forræderi (opera)
- 1998 Moonwalk (klaver og klarinet)
- 1998 Byen og øjnene (sang og klaver)
- 1999 Canto alla secunda Giornata (sang og klaver)
- 1999 Introduction and Three Allegros (6 instrumenter)
- 1999 Outland (kammerensemble)
- 2001 Maestro (opera)
- 2003 Et Familieselskab i Helsingør (saxofoner og slagtøj)
- 2004 Skriftestolen – operatrailer i fire afsnit (orkester)
- 2004 Monstersymfoni (orkester)
- 2004 Maestrovariationer (klaver)
- 2005 Den gamle vandrende Ridder (forskellige udgaver)
- 2006 Hul igennem (lommeopera)
- 2006 Skriftestolen (opera)
- 2007 The Monkey (kammerensemble)
- 2007 The Poet (kammerensemble)
- 2007 The Poet (trio)
- 2008 Burning Fiery Furnace (kammerorkester)
- 2008 Syndfloden over Norderney (kammerensemble)
- 2009 Kongen af Himmelby – Demo (uddrag af opera – kammerensemble)
- 2009 Symfoni nr. 2 – Snapshot Symphony (orkester)
- 2009 Frøen (solister og orkester)
- 2009 In the Shadow of the Bat (3 basuner og orkester)
- 2009 Atlantis Revisited (strygekvartet)
- 2009 Kongen af Himmelby (opera)

## Legater og priser
- Astrid og Aksel Agerbys Musikpris (se evt. Aksel Agerby)
- Hakon Børresens Mindelegat (se evt. Hakon Børresen)
- Statens Kunstfonds treårige arbejdslegat
- Victor Borges Musikpris (se evt. Victor Borge)
- Wilhelm Hansens Legat (se evt. Vilhelm Hansen)
- Reumertprisen for årets bedste opera for ”Skriftestolen” 2007
- Lumbye-prisen 2008 (Webside ikke længere tilgængelig)